# Colorado Rockies
Os Colorado Rockies são uma equipe da Major League Baseball sediada em Denver, Colorado, Estados Unidos. Eles estão na National League, competem na Liga Principal de Beisebol (MLB) como um clube membro da Divisão Oeste da Liga Nacional (NL). A equipe joga seus jogos de beisebol em casa no Coors Field, que está localizado na área de Lower Downtown em Denver. É propriedade dos irmãos Monfort e gerida por Bud Black .
O Rockies começou a jogar como um time de expansão na temporada de 1993, e jogou seus jogos em casa nas duas primeiras temporadas no Mile High Stadium. Desde 1995, eles jogam no Coors Field, que ganhou a reputação de um parque de rebatedores. 
Os Rockies se classificaram para a pós - temporada cinco vezes, cada vez como vencedor do Wild Card. Em 2007, a equipe conquistou sua primeira (e única) flâmula da NL após vencer 14 de seus últimos 15 jogos na temporada regular para garantir uma posição Wild Card, fechando a sequência com uma vitória de 13 inning por 9-8 contra o San Diego Padres no jogo de desempate carinhosamente conhecido como "Jogo 163" pelos fãs de Rockies. O Rockies então venceu o Philadelphia Phillies e o Arizona Diamondbacks no NLDS e NLCS, respectivamente, e entrou na World Series 2007 como vencedores de 21 de seus últimos 22 jogos. No entanto, eles foram vencidos pelo Boston Red Sox, campeão da Liga Americana (AL) em quatro jogos. Esta campanha foi a melhor colocação dos Rockies em um campeonato alcançando o 2º lugar (vice campeonato) em 2007, ficou conhecido como Rocktober essa run nos playoffs. De 1993 a 2020, os Rockies têm um recorde geral de 2.059–2.314 (0,471 porcentagem de vitórias). 
O uniforme jogando em casa dos Rockies é branco com listras roxas e o uniforme jogando como visitante é cinza com listras roxas, também utilizam como uniformes especiais o roxo com detalhes cinzas e o preto com detalhes roxos, sendo os Rockies o primeiro time na história da Liga Principal a adotar e usar a cor roxa em seus uniformes.